# Жасмін Джей
Жасмін Джей (англ. Jasmine Jae; нар. 31 серпня 1981, Бірмінгем, Англія, Велика Британія) — британська порноакторка.

## Біографія
Народилася в серпні 1981 року в англійському місті Бірмінгем, розташованому в графстві Вест-Мідлендс. Вступила до університету, під час навчання працювала в магазині одягу.
В порноіндустрію потрапила в 2012 році, у віці 29 років.
Знімалася для порностудій Brazzers, Evil Angel, Zero Tolerance, Private, Digital Sin, Pure XXX Films, Jules Jordan Video, Elegant Angel, Harmony Films, Girlfriends Films, New Sensations та інших.
Одружена з продюсером і порноактором Раяном Райдером.
Знялася в понад 300 порнофільмах.

## Нагороди та номінації
| Рік  | Церемонія             | Результат | Номінація                                      | Робота                                   |
| ---- | --------------------- | --------- | ---------------------------------------------- | ---------------------------------------- |
| 2014 | AVN Awards            | Номінація | Іноземна акторка року                          | Н/Д                                      |
| 2014 | AVN Awards            | Номінація | Найкраща сексуальна сцена в іноземному фільмі  | 19th Birthday Present: the Greatest Orgy |
| 2015 | AVN Awards            | Номінація | Іноземна акторка року                          | Н/Д                                      |
| 2015 | AVN Awards            | Номінація | Найкраща сексуальна сцена в іноземному фільмі  | City of Vices                            |
| 2015 | XBIZ Awards           | Номінація | Іноземна акторка року                          | Н/Д                                      |
| 2016 | AVN Awards            | Номінація | Іноземна акторка року                          | Н/Д                                      |
| 2016 | AVN Awards            | Номінація | Найкраща сексуальна сцена в іноземному фільмі  | League of Frankenstein                   |
| 2016 | AVN Awards            | Номінація | Приз глядацьких симпатій: найкращі груди       | Н/Д                                      |
| 2016 | Nightmoves            | Номінація | Найкраща MILF акторка                          | Н/Д                                      |
| 2016 | Nightmoves Fan Awards | Номінація | Найкраща MILF акторка                          | Н/Д                                      |
| 2016 | XBIZ Awards           | Номінація | Іноземна акторка року                          | Н/Д                                      |
| 2017 | AVN Awards            | Номінація | Іноземна акторка року                          | Н/Д                                      |
| 2017 | AVN Awards            | Номінація | Найкраща сексуальна сцена в іноземному фільмі  | Made to Tit Fuck 2                       |
| 2017 | AVN Awards            | Номінація | Mejor escena de sexo en realidad virtual       | Valentine's Day Surprise                 |
| 2017 | AVN Awards            | Номінація | Приз глядацьких симпатій: найкращі груди       | Н/Д                                      |
| 2017 | Spank Bank Awards     | Номінація | Best DSL                                       | Н/Д                                      |
| 2017 | Spank Bank Awards     | Номінація | Imported Enchantress of the Year               | Н/Д                                      |
| 2017 | XBIZ Awards           | Номінація | Іноземна акторка року                          | Н/Д                                      |
| 2017 | XBIZ Awards           | Перемога  | Найкраща сексуальна сцена у пародійному фільмі | Storm of Kings                           |
| 2018 | AVN Awards            | Перемога  | Іноземна акторка року                          | Н/Д                                      |
| 2018 | AVN Awards            | Номінація | Найкраща групова лесбійська сцена              | Women Seeking Women 140                  |
| 2018 | AVN Awards            | Номінація | Найкраща скандальна сексуальна сцена           | Jasmine Jae No Holes Barred              |
| 2018 | AVN Awards            | Номінація | Приз глядацьких симпатій: медіазірка           | Н/Д                                      |
| 2018 | XBIZ Awards           | Номінація | Іноземна акторка року                          | Н/Д                                      |

## Вибрана фільмографія
- 2012 : I Want To Make You Squirt
- 2013 : Étalons de Mademoiselle
- 2013 : House of Sin
- 2014 : Jasmine And Her Big Guns
- 2014 : Liselle's Girlie Weekend
- 2015 : Couples Seeking Teens 19
- 2015 : Piece of Jasmine Jae's Ass
- 2016 : My Stepsister is a Smoking Hot MILF 3
- 2016 : Whipped Ass 19
- 2017 : Lesbian Adventures: Older Women et Younger Girls 11
- 2017 : Women Seeking Women 140